# انتشار مغناطيسي
يشير الانتشار المغناطيسي إلى حركة خطوط الحقل المغناطيسي، عادةً في وجود مادة صلبة أو مائع موصل مثل البلازما. يتم وصف حركة المجالات المغناطيسية بواسطة معادلة الانتشار المغناطيسي وهي ترجع في المقام الأول إلى تحريض وانتشار المجالات المغناطيسية من خلال المادة. معادلة الانتشار المغناطيسي هي معادلة تفاضلية جزئية شائعة الاستخدام في الفيزياء. يعد فهم هذه الظاهرة أمرًا ضروريًا للديناميكا المائية المغناطيسية وله عواقب مهمة في الفيزياء الفلكية والجيوفيزياء والهندسة الكهربائية.

## المعادلة
معادلة الانتشار المغناطيسي هي
{\displaystyle {\frac {\partial {\vec {B}}}{\partial t}}=\nabla \times [{\vec {v}}\times {\vec {B}}]+{\frac {1}{\mu _{0}\sigma }}\nabla ^{2}{\vec {B}}}
أين {\displaystyle \mu _{0}} هي نفاذية الفضاء الحر و {\displaystyle \sigma } هي الموصلية الكهربائية للمادة، والتي يُفترض أنها ثابتة.{\displaystyle {\vec {v}}} يشير إلى السرعة (غير النسبية) للبلازما. يفسر المصطلح الأول على الجانب الأيمن التأثيرات الناتجة عن تحريض البلازما، بينما يفسر المصطلح الثاني الانتشار. يعمل لاحقًا كمصطلح تبديد، مما يؤدي إلى فقدان طاقة المجال المغناطيسي للتسخين. تتميز الأهمية النسبية للمصطلحين برقم رينولدز المغناطيسي، {\displaystyle R_{m}}.
في حالة التوصيل غير المنتظم تكون معادلة الانتشار المغناطيسي:
{\displaystyle {\frac {\partial {\vec {B}}}{\partial t}}=\nabla \times [{\vec {v}}\times {\vec {B}}]-{\frac {1}{\mu _{0}}}\nabla \times [{\frac {1}{\sigma }}\nabla \times {\vec {B}}]}
ومع ذلك، يصبح حلها أكثر صعوبة.

## الاشتقاق
انطلاقًا من قانون أوم المعمم:
{\displaystyle {\vec {J}}=\sigma \left({\vec {E}}+{\vec {v}}\times {\vec {B}}\right)}
ومعادلات الانحناء لتيارات الإزاحة الصغيرة (أي الترددات المنخفضة)
{\displaystyle \nabla \times {\vec {B}}=\mu _{0}{\vec {J}}+\epsilon _{0}\mu _{0}{\frac {\partial {\vec {E}}}{\partial t}}\approx \mu _{0}{\vec {J}}}
{\displaystyle \nabla \times {\vec {E}}=-{\frac {\partial {\vec {B}}}{\partial t}}}
استبدل {\displaystyle {\vec {J}}} في قانون Ampere-Maxwell للحصول على
{\displaystyle {\frac {1}{\mu _{0}\sigma }}\nabla \times {\vec {B}}={\vec {E}}+{\vec {v}}\times {\vec {B}}\quad \Rightarrow \quad {\vec {E}}={\frac {1}{\mu _{0}\sigma }}\nabla \times {\vec {B}}-{\vec {v}}\times {\vec {B}}}.
أخذ عقدة المعادلة أعلاه والاستعاضة عنها بقانون فاراداي،
{\displaystyle \nabla \times {\vec {E}}=\nabla \times \left({\frac {1}{\mu _{0}\sigma }}\nabla \times {\vec {B}}-{\vec {v}}\times {\vec {B}}\right)=-{\frac {\partial {\vec {B}}}{\partial t}}}.
يمكن تبسيط هذا التعبير بشكل أكبر من خلال كتابته بدلالة المكون i -th لـ {\displaystyle {\vec {B}}} وتنسور ليفي-سيفيتا {\displaystyle \varepsilon _{ijk}} :
{\displaystyle {\begin{aligned}-{\frac {\partial B_{i}}{\partial t}}&=\varepsilon _{ijk}\partial _{j}\left({\frac {1}{\mu _{0}\sigma }}\varepsilon _{klm}\partial _{l}B_{m}-\varepsilon _{klm}v_{l}B_{m}\right)\\&=\varepsilon _{kij}\varepsilon _{klm}\left({\frac {1}{\mu _{0}\sigma }}\partial _{j}\partial _{l}B_{m}-\left(v_{l}\partial _{j}B_{m}+B_{m}\partial _{j}v_{l}\right)\right)\end{aligned}}} {\displaystyle \varepsilon _{kij}\varepsilon _{klm}=\delta _{il}\delta _{jm}-\delta _{im}\delta _{jl}} والتذكير {\displaystyle \partial _{j}B_{j}=0}، يمكن التخلص من المنتجات المتقاطعة:
{\displaystyle {\begin{aligned}-{\frac {\partial B_{i}}{\partial t}}&={\frac {1}{\mu _{0}\sigma }}\left(\partial _{i}\partial _{j}B_{j}-\partial _{j}\partial _{j}B_{i}\right)-\left(v_{i}\partial _{j}B_{j}-v_{j}\partial _{j}B_{i}\right)-\left(B_{j}\partial _{j}v_{i}-B_{i}\partial _{j}v_{j}\right)\\&=-{\frac {1}{\mu _{0}\sigma }}\partial _{j}\partial _{j}B_{i}+v_{j}\partial _{j}B_{i}-\left(B_{j}\partial _{j}v_{i}-B_{i}\partial _{j}v_{j}\right)\end{aligned}}}
مكتوب في شكل متجه، والتعبير النهائي هو
{\displaystyle {\frac {\partial {\vec {B}}}{\partial t}}+\left({\vec {v}}\cdot \nabla \right){\vec {B}}={\frac {D{\vec {B}}}{Dt}}=\left({\vec {B}}\cdot \nabla \right){\vec {v}}-{\vec {B}}\left(\nabla \cdot {\vec {v}}\right)+{\frac {1}{\mu _{0}\sigma }}\nabla ^{2}{\vec {B}}}
أين {\displaystyle {\frac {D}{Dt}}={\frac {\partial }{\partial t}}+{\vec {v}}\cdot \nabla } هو المشتق المادي. يمكن إعادة ترتيب ذلك في شكل أكثر فائدة باستخدام متجهات حساب التفاضل والتكامل و {\displaystyle \nabla \cdot {\vec {B}}=0} :
{\displaystyle {\frac {\partial {\vec {B}}}{\partial t}}=\nabla \times [{\vec {v}}\times {\vec {B}}]+{\frac {1}{\mu _{0}\sigma }}\nabla ^{2}{\vec {B}}}
في القضية {\displaystyle {\vec {v}}=0}، تصبح هذه معادلة انتشار للمجال المغناطيسي،
{\displaystyle {\frac {\partial {\vec {B}}}{\partial t}}={\frac {1}{\mu _{0}\sigma }}\nabla ^{2}{\vec {B}}=\eta \nabla ^{2}{\vec {B}}}
أين {\displaystyle \eta ={\frac {1}{\mu _{0}\sigma }}} هو الانتشار المغناطيسي.

## حالات محدودة
في بعض الحالات يمكن إهمال أحد المصطلحات في معادلة الانتشار المغناطيسي. يتم ذلك عن طريق تقدير عدد رينولدز المغناطيسي:
{\displaystyle R_{m}={\frac {vL}{\eta }}}
أين {\displaystyle \eta } هو الانتشار، {\displaystyle v} هو مقدار سرعة البلازما و {\displaystyle L} هو طول مميز للبلازما.
| {\displaystyle (R_{m})} | حالة فيزيائية                                                                  | مصطلح مهيمن | معادلة الانتشار المغناطيسي                                                                                         | أمثلة                                                                                         |
| ----------------------- | ------------------------------------------------------------------------------ | --- | --- | --------------------------------------------------------------------------------------------- |
| {\displaystyle \gg 1}   | موصلية كهربائية كبيرة، مقاييس طول كبيرة أو سرعة بلازما عالية.                  | يسود المصطلح الاستقرائي في هذه الحالة. يتم تحديد حركة المجالات المغناطيسية من خلال تدفق البلازما. هذا هو الحال بالنسبة لمعظم البلازما التي تحدث بشكل طبيعي في الكون. | {\displaystyle {\frac {\partial {\vec {B}}}{\partial t}}\approx \nabla \times [{\vec {v}}\times {\vec {B}}]}       | الشمس {\displaystyle (R_{m}\approx 10^{6})} أو لب الأرض {\displaystyle (R_{m}\approx 10^{3})} |
| {\displaystyle \ll 1}   | الموصلية الكهربائية الصغيرة، المقاييس الصغيرة الطول أو سرعة البلازما المنخفضة. | يسود المصطلح الانتشاري في هذه الحالة. تخضع حركة المجال المغناطيسي لمعادلة انتشار السوائل النموذجية (غير الموصلة).                                                    | {\displaystyle {\frac {\partial {\vec {B}}}{\partial t}}\approx {\frac {1}{\mu _{0}\sigma }}\nabla ^{2}{\vec {B}}} | التوهجات الشمسية أو التي يتم إنشاؤها في المعامل باستخدام الزئبق أو غيره من المعادن السائلة.   |

### العلاقة بتأثير الجلد
عند الترددات المنخفضة، عمق الجلد {\displaystyle \delta } لاختراق المجال الكهرومغناطيسي AC في موصل هو:
{\displaystyle \delta ={\sqrt {\frac {2}{\mu \sigma \omega }}}}
المقارنة مع صيغة {\displaystyle \eta }، عمق الجلد هو طول انتشار المجال خلال فترة اهتزاز واحدة:
{\displaystyle \delta ={\sqrt {\frac {2\eta }{\omega }}}={\sqrt {\frac {\eta T}{\pi }}}}

## الأمثلة والتصور

مثال على الحقل المغناطيسي المجمد في تدفق السوائل.

للحد {\displaystyle R_{m}\gg 1}، تصبح خطوط المجال المغناطيسي «مجمدة» في حركة السائل الموصل. مثال بسيط يوضح هذا السلوك له تدفق قص متغير جيبيًا:
{\displaystyle {\vec {v}}=v_{0}\sin(ky){\hat {x}}}
مع مجال مغناطيسي أولي منتظم {\displaystyle {\vec {B}}\left({\vec {r}},0\right)=B_{0}{\hat {y}}}. معادلة هذا الحد {\displaystyle {\frac {\partial {\vec {B}}}{\partial t}}=\nabla \times [{\vec {v}}\times {\vec {B}}]}، لديه الحل 
{\displaystyle {\vec {B}}\left({\vec {r}},t\right)=B_{0}kv_{0}t\cos(ky){\hat {x}}+B_{0}{\hat {y}}}
كما يتضح من الشكل إلى اليمين، يقوم السائل بسحب خطوط المجال المغناطيسي بحيث تحصل على الطابع الجيبي لحقل التدفق.
للحد {\displaystyle R_{m}\ll 1}، معادلة الانتشار المغناطيسي {\displaystyle {\frac {\partial {\vec {B}}}{\partial t}}={\frac {1}{\mu _{0}\sigma }}\nabla ^{2}{\vec {B}}} هو مجرد شكل متجه من معادلة الحرارة. لحقل مغناطيسي أولي محلي (على سبيل المثال التوزيع الغاوسي) داخل مادة موصلة، سوف تتحلل الحدود القصوى والدنيا بشكل مقارب إلى قيمة تتوافق مع معادلة لابلاس لظروف الحدود المحددة. هذا السلوك موضح في الشكل أدناه.

## أوقات الانتشار للموصلات الثابتة
للموصلات الثابتة {\displaystyle (R_{m}=0)} مع الأشكال الهندسية البسيطة، يمكن اشتقاق ثابت زمني يسمى وقت الانتشار المغناطيسي. يتم تطبيق معادلات مختلفة أحادية البعد لتوصيل الألواح والأسطوانات الموصلة ذات النفاذية المغناطيسية الثابتة. أيضًا، يمكن اشتقاق معادلات وقت انتشار مختلفة للمواد غير الخطية القابلة للتشبع مثل الفولاذ.